# Burghart Klaußner
Burghart Klaußner (n. 13 septembrie 1949, Berlin, Zona de ocupație sovietică) este un actor de film german. A studiat actoria la Max-Reinhardt-Schule für Schauspiel⁠(de)[traduceți] din Berlin.
Klaußner a lucrat la Teatrul Maxim Gorki din Berlin, Hamburger Kammerspiele⁠(d) și la teatre din Köln⁠(d), Hamburg⁠(d), Zürich⁠(d), Bremen și Bochum.⁠(d) La Hamburg, în 2006, Klaußner și-a făcut debutul și ca regizor de teatru. Din 1983, a apărut în peste 90 de filme cinematografice și producții de televiziune. De asemenea, a narat mai multe cărți audio, inclusiv Solar de Ian McEwan și câteva romane ale lui Ferdinand von Schirach⁠(d).

## Filmografie
- Ziemlich weit weg (1983)
- Love Is the Beginning of All Terror (1984)
- Das Rätsel der Sandbank⁠(d) (1987, film TV) – Davies
- Europa, abends (1989) – Reisebüro-Angestellter
- The State Chancellery (1989, TV film) – Björn Engholm
- Kollege Otto – Die Coop-Affäre⁠(de)[traduceți] (1991, film TV) – Referent
- The Terrible Threesome (1991) – House Owner
- Child's Play⁠(d) (1992) – Father
- Schattenboxer (1992) – Maler
- Just a Matter of Duty⁠(d) (1993) – Werner Kraengel
- La lumière des étoiles mortes (1994) – Capitaine Krantz
- Ein falscher Schritt (1995) – Eugen Himmelreiter
- Und keiner weint mir nach (Film)⁠(de)[traduceți] (1996) – Herr Leer
- The Superwife⁠(d) (1996) – Rudi Fährenberg
- Rossini – oder die mörderische Frage, wer mit wem schlief (1997) – Tabatier
- 23⁠(d) (1998) – Weber
- Crazy⁠(d) (2000) – Klaus Lebert, Benjamins Vater
- Good Bye Lenin!⁠(d) (2003) – Alex' Vater
- Hamlet_X (2003) – Polonius
- The Edukators⁠(d) (2004) – Hardenberg
- Ein Goldfisch unter Haien (2004) – Rupert
- Requiem (2006) – Karl Klingler
- Der Mann von der Botschaft (2006) – Herbert Neumann
- Die Aufschneider⁠(de)[traduceți] (2007) – Prof. Udo Keller
- Yella⁠(d) (2007) – Dr. Gunthen
- The Reader (2008) – Judge
- Mediator (2008) – Mediator
- Alter und Schönheit⁠(de)[traduceți] (2009) – Justus Lenz
- The White Ribbon (2009) – The Pastor
- The Silence⁠(d) (2010) – Krischan Mittich
- Das Leben ist zu lang⁠(de)[traduceți] (2010)
- Young Goethe in Love⁠(d) (2010) – Lottes Vater
- Lessons of a Dream⁠(d) (2011) – Gustav Merfeld
- Invasion (2012) – Josef
- The Zigzag Kid⁠(d) (2012) – Felix
- Das Adlon. Eine Familiensaga ⁠(de)[traduceți] (2013, TV miniseries) – Lorenz Adlon
- Night Train to Lisbon⁠(d) (2013) – Judge Prado
- Inbetween Worlds⁠(d) (2014) – Oberst Haar
- Diplomacy⁠(d) (2014) – Hauptmann Werner Ebernach
- 13 Minutes⁠(d) (2015) – Arthur Nebe
- The People vs. Fritz Bauer⁠(d) (2015) – Fritz Bauer
- Bridge of Spies (2015) – Harald Ott
- The Lion Woman⁠(d) (2016) – Johannes Joachim
- Terror – Ihr Urteil⁠(de)[traduceți] (2016, TV film) – Vorsitzender Richter
- Freddy/Eddy⁠(de)[traduceți] (2016) – Dr. Weiss
- The Crown (2017, TV series) – Kurt Hahn⁠(d)
- Das schweigende Klassenzimmer⁠(d) (2018) – Volksbildungsminister Lange
- Brecht⁠(d) (2019) – Bertolt Brecht

## Scrieri
- Klaußner, Burghart (2018). Vor dem Anfang (în germană). Köln: Verlag Kiepenheuer & Witsch. ISBN 978-3-462-05196-4. OCLC 1032351637.